# 拉米蘭達山

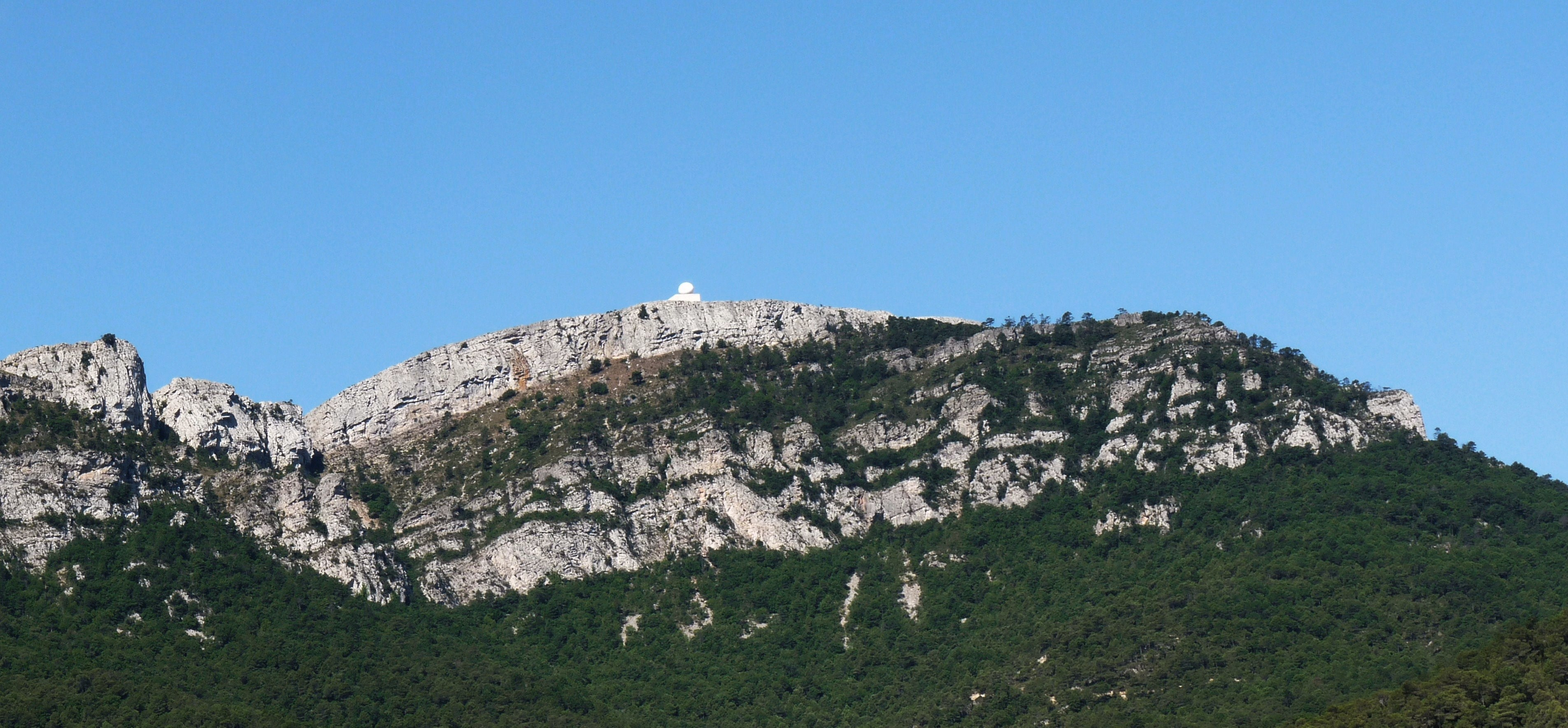

拉米蘭達山，是西班牙的山峰，位於該國東北部加泰羅尼亞，屬於加泰羅尼亞前海岸山脈中拉貝里亞山脈的一部分，海拔高度918米，是該山脈的第二高峰。